# Наукова містифікація
Наукова містифікація — замаскований під наукову теорію обман, фальсифікація наукових досліджень, публікація вигаданих «сенсаційних» відкриттів, використання фіктивних експертів та ін.

## Причини
За словами Девіда Гудстайна з Каліфорнійського технологічного інституту, існують спонукальні мотиви для вчених вчиняти неправомірну поведінку,. 
Коротке підсумування:

### Кар'єрний тиск
Наука все ще є дисципліною, яка сильно орієнтована на кар'єру. Вчені залежать від доброї репутації для отримання постійної підтримки та фінансування, а хороша репутація значною мірою залежить від публікації гучних наукових робіт. Отже, існує сильний імператив «публікувати або згинути». Очевидно, що це може спонукати відчайдушних (або спраглих слави) вчених сфабрикувати результати.

### Простота «фабрикування»
У багатьох наукових галузях результати часто важко точно відтворити, оскільки вони закриті шумом, артефактами та іншими сторонніми даними. Це означає, що навіть якщо вчений фальсифікує дані, він може розраховувати на те, що йому це зійде з рук — або принаймні заявити про невинуватість, якщо його результати суперечать результатам інших у тій же галузі. Існує кілька надійних систем для розслідування можливих порушень, спроб висунути звинувачення або покарання за навмисні порушення. Це відносно легко обдурити, хоча важко точно знати, скільки вчених фабрикують дані.

### Грошовий прибуток
У багатьох наукових галузях найприбутковішим варіантом для професіоналів є продаж думок. Корпорації можуть платити експертам за підтримку продуктів прямо чи опосередковано через конференції. Психологи можуть заробляти гроші, неодноразово виступаючи свідками-експертами в справах про опіку для тих самих юридичних фірм.

## Приклади містифікації

### Псевдонаукові торсіонні «теорії»
Проблема існування полів крутіння послужила ґрунтом для подальших псевдонаукових спекуляцій, які змушують із підвищеною сторожкістю ставитися до терміна «торсіонний» (відбувається англ. torsion — крутіння) у масі джерел.

### Холодний ядерний синтез
Передбачувана можливість здійснення термоядерної реакції, що протікає при нормальних умовах (кімнатній температурі, атмосферному тиску).[джерело?] Звичайні умови термоядерної реакції — температура у мільйони градусів Кельвіна й високий тиск.
Проте, частина авторів продовжують підтримувати ймовірність реалізації цієї  теорії.